# Liste der Monuments historiques in Bolsenheim
Die Liste der Monuments historiques in Bolsenheim führt die Monuments historiques in der französischen Gemeinde Bolsenheim auf.

## Liste der Objekte
| Bezeichnung          | Beschreibung                                                                                          | Standort                       | Kennzeichnung | Schutzstatus | Datum | Bild |
| -------------------- | --- | ------------------------------ | ------------- | ------------ | ----- | ---- |
| Liturgische Gewänder | Kasel, Stola, Manipel, Kelchvelum und Bursa; Seide und Metallfaden, erste Hälfte des 18. Jahrhunderts | in der Kirche St-Martin (Lage) | PM67001859    | Classé       | 2016  |      |